# صمیمیت فیزیکی
صمیمیت فیزیکی نوعی نزدیکی یا لمس حسی است. این یک نوع کنش یا واکنش مانند ابراز احساسات (از جمله دوستی نزدیک، عشق افلاطونی، عشق رمانتیک یا جاذبه جنسی) بین افراد است. نمونه‌هایی از صمیمیت فیزیکی عبارتند از قرار گرفتن در فضای شخصی، گرفتن دست‌ها، بغل کردن، بوسیدن، نوازش و آمیزش جنسی. صمیمیت فیزیکی اغلب می‌تواند معنا یا نیتِ واقعیِ یک تعامل را به گونه ای بیان کند که گفتار قادر به انجام آن نیست. صمیمیت فیزیکی می‌تواند بین هر فردی رد و بدل شود، اما از آنجایی که اغلب برای برقراری ارتباط با احساسات مثبت، صمیمی و نزدیک استفاده می‌شود، بیشتر در افرادی رخ می‌دهد که از قبل یک رابطه میان‌فردی خانوادگی، افلاطونی یا عاشقانه با یکدیگر دارند، یا در روابط عاشقانه‌ای که صمیمیت فیزیکی در آن افزایش یافته‌است هستند. چندین شکل از لمس عاشقانه شامل گرفتن دست‌ها، بغل کردن، بوسیدن، نوازش کردن، در آغوش کشیدن و همچنین ماساژ دادن مشاهده و مورد توجه قرار گرفته‌است. محبت فیزیکی به شدت با رضایت کلی از رابطه و شریک زندگی ارتباط دارد.
این امکان وجود دارد که از نظر فیزیکی با کسی صمیمی شوید بدون اینکه واقعاً او را لمس کنید. با این حال، نوعی نزدیکی خاص ضروری است. به عنوان مثال، تماس چشمی مداوم نوعی صمیمیت فیزیکی، مشابه با لمس کردن در نظر گرفته می‌شود. وقتی فردی به منظور صمیمیت وارد فضای شخصیِ شخص دیگری می‌شود، صرف‌نظر از عدم وجود تماس فیزیکی واقعی، این عمل نوعی صمیمیت فیزیکی است.
اکثر مردم در صمیمیت فیزیکی شرکت می‌کنند که بخشی طبیعی از روابط بین فردی و تمایلات جنسی انسانی است و تحقیقات نشان داده‌است که فوایدی برای سلامتی دارد. در آغوش گرفتن یا لمس می‌تواند منجر به ترشح هورمون اکسی‌توسین و کاهش هورمون‌های استرس شود.
با توجه به نقش مهمی که ارتباطات مبتنی بر زبان در انسان ایفا می‌کند، نقش لمس اغلب کمرنگ شناخته می‌شود. با این حال، شواهد زیادی وجود دارد که نشان می‌دهد لمس فیزیکی هنوز نقش مهمی در روابط روزمره انسان‌ها ایفا می‌کند. در حالی که انسان‌ها اغلب به صورت کلامی ارتباط برقرار می‌کنند، در تماس نزدیک نیز شرکت می‌کنند. لمس فیزیکی دارای مفاهیم عاطفی و اجتماعی است که اغلب به مراتب فراتر از هر چیزی است که می‌تواند از طریق زبان بیان شود.
انگیزه‌های صمیمیت فیزیکی می‌تواند ناشی از منابع مختلفی باشد. در فصول سردتر، انسان‌ها و سایر حیوانات به دنبال صمیمیت فیزیکی به عنوان وسیله ای برای تقسیم گرما با یکدیگر هستند. برخی از اشکال لمس یا تماس فیزیکی در میان میمونها و میمون‌های انسان‌نما دیده شده است که شامل عملکردهای متعددی از جمله تمیز کردن، درمانِ هجوم یا عفونت شپش و نظافت و آراستگی اجتماعی است.
برخی از اشکال صمیمیت فیزیکی ممکن است به صورت منفی دریافت شوند. این نگرش به ویژه در میان افرادی که مبتلا به هافوفوبیا هستند برجسته است. یک مطالعه نشان داده‌است که معمولاً سطح بالاتری از صمیمیت فیزیکی بین اعضای نزدیک خانواده نسبت به بستگان درجه دوم وجود دارد. هنجارهای صمیمیت معمولاً در نزدیکی نواحی شهوت‌خیز منفی تر هستند. برخی از حوزه‌های قضایی ممکن است این موضوع را با اشاره به اندام جنسی، نشیمنگاه و پستانهای زن مشخص کنند.

## سیر تکاملی
اهمیت تأثیر عمیق عاطفی و صمیمیت فیزیکی در دوران نوزادی و کودکی به خوبی نمایان است. پوست بزرگترین اندام حسی انسان و اولین اندامی است که رشد می‌کند. انسان‌ها تجربه لمس را از همان ابتدای رشد جنینی، زمانی که جنین با تماس با دیواره شکمی مادر شروع به دریافت اطلاعات حسی می‌کند، تجربه می‌کنند. در دوران نوزادی، نوزادان از طریق در آغوش گرفته شدن، نوازش شدن و شیر دادن مقادیر قابل توجهی از لمس را دریافت می‌کنند. علاوه بر کارکردهای ضروری مانند شیر دادن، لمس همچنین برای آرام کردن و تسکین نوزادان یا با تماس پوست به پوست موسوم به "نگهداری کانگورو" استفاده می‌شود. بینایی و حس شنوایی در دوران نوزادی محدود هستند و نوزادان عمدتاً از طریق لمس با دنیای خود آشنا می‌شوند و قادر به تشخیص دما و بافت هستند.
نکات کلیدی:
- لمس و ارتباط عاطفی در دوران اولیه رشد بسیار مهم است.
- لمس می‌تواند استرس را کاهش داده و به رشد مغز کمک کند.
- لمس بر آگاهی از خود و تصویر بدن تأثیر می‌گذارد.
- لمس بر رشد اجتماعی و عاطفی تأثیر می‌گذارد.
- نگهداری، نوازش و شیر دادن تأثیرات مثبتی بر رشد نوزادان دارد.

مطالعات نشان داده‌اند که نوزادان در محیط‌های بدون محبت، مانند پرورشگاه‌ها، یا نوزادان مادران افسرده، اغلب دچار تأخیرهای رشدی در زمینه‌های مختلفی مانند زبان، مهارت‌های حرکتی و رشد اجتماعی-عاطفی می‌شوند. این تأخیرها می‌توانند پیامدهای بلندمدتی داشته باشند و حتی تا دوران نوجوانی و بزرگسالی و حتی گاهی تا پایان عمر ادامه داشته باشند. تحقیقات نشان می‌دهد که ماساژ دادن نوزادان توسط مادران افسرده می‌تواند به بهبود رشد و نمو آن‌ها کمک کند. ماساژ می‌تواند سبب افزایش وزن، بهبود خواب و رشد حسی-حرکتی بهتر در نوزادان شود. علاوه بر این، ماساژ می‌تواند پیوند عاطفی بین مادر و نوزاد را تقویت کند و سطح هورمون اکسی‌توسین را در هر دو افزایش دهد که منجر به احساسات دلبستگی و رفاه بیشتر می‌شود. تحقیقات نشان داده‌اند که ماساژ نوزاد می‌تواند سطح هورمون استرس کورتیزول را در هر دو مادر و نوزاد کاهش دهد و به آرامش و کاهش استرس کمک کند.
نتیجه‌گیری:
لمس عاطفی از سوی مراقبان برای رشد سالم نوزادان ضروری است. کمبود این لمس می‌تواند منجر به تأخیرهای رشدی جدی شود. با این حال، مداخلاتی مانند ماساژ نوزاد می‌تواند به کاهش این تأثیرات منفی و ارتقای رشد و سلامت کلی نوزادان کمک کند. بنابراین، تشویق به برقراری ارتباط لمسی مثبت بین مادران و نوزادان، به ویژه در شرایط آسیب‌پذیر، اهمیت زیادی دارد.